# BL 14″/45 Mark VII
BL 14 inch gun Mk VII е британско корабно оръдие с калибър 356 mm и дължина на ствола 45 калибра, разработено от Кралския флот на Великобритания за линейните кораби от типа „Кинг Джордж V“.
Всичко са произведени 78 оръдия. На линкорите от типа „Кинг Джордж V“ те са поставяни в два типа кули – двуоръдейните Mk II и четириоръдейните Mk III. Две оръдия от резервния запас са поставени на бреговите батареи при Дувър.
За времето на Втората световна война се използват три пъти в битки с германските линкори. През 1941 г. в боевете с „Бисмарк“ вземат участие „Принс оф Уелс“ и „Кинг Джордж V“. През 1943 г. с тяхна помощ „Дук оф Йорк“ нанася фатални повреди на „Шарнхорст“. Конструкцията на куполните установки се оказва капризна и изисква дълга довършителна работа. Но даже през третата година от експлоатацията в боя с „Шарнхорст“ поради засечки са произведени само 68% от възможните изстрели. Към края на войната основната задача на линкорите стават обстрелите на брегови укрепления за поддръжка на сухопътните войски в крайбрежната зона.
Оръдието има достатъчно скромна бронепробиваемост – по-малка, отколкото на 380—381-мм оръдия на линкорите от другите европейски страни. Тя е по-малка не само, отколкото на 406-мм оръдия Mark 1 на линкорите от типа „Нелсън“, но и от тази на 381-мм оръдия Mark 1 е времето на Първата световна война. Въпреки това оръдието се оказва адекватно за стоящите пред него задачи. 356-мм оръдия могат да пробиват бронята на барбетите и кулите на германските линкори, лишавайки ги от боеспособност. Това се оказва достатъчно, за да може след това съпровождащите ги крайцери и разрушители да довършват обезоръжените линкори на противника с торпеда.

## История на разработването
След построяването на „Нелсън“ и „Родни“ започва продължителен период на „линкорна“ ваканция. Вашингтонското съглашение отлага залагането на нови линкори до 1930 г., а след това от Лондонското съглашение до 1936 г. Едва през 1933 г. започват работите за проектирането на нови линкори. На дневен ред се появява и въпроса за разработката на нови оръдия за тях. При избора на калибър влияние имат политическите ограничения. Лондонското съглашение от 1936 г. ограничава калибъра на оръдията на линкорите до 14 дюйма (356 мм). Съглашението е подписано само от Великобритания, САЩ и Франция. Япония не се присъединява към него. За това в договора е включена точка за ескалация на калибъра – ако до 1 април 1937 г. Япония не подпише договора, страните участници получават възможността да строят линкори с оръдия калибър до 16 дюйма (406 мм).
Тази колизия е най-добре разрешима чрез разработването паралелно на оръдия от двата калибра – 356-мм и 406-мм. САЩ постъпват точно така – те водят паралелно разработване на 356-мм и 406-мм оръдия, а в проекта за линкора „Норт Каролайн“ е предвидена замяната на оръдията от 356 с 406 мм. Британците, поради финансови съображения, не могат да водят разработката на оръдия с два калибра. Тъй като 406-мм не се разработват поради политически причини, новите британски линкори по програмата за 1936 г. от типа „Кинг Джордж“ получават на въоръжение из дванадесет оръдия калибър 356 мм. Това е стъпка назад не само по сравнение с 406-мм оръдия на предходния тип „Нелсън“, но и в сравнение с линкорите построени през Първата световна война от типовете „Куин Елизабет“ и „Ривендж“ с 381-мм оръдия.
Въпреки това, към момента на приемане на решението то не се счита за еднозначно лошо. На етапа на предварителното проектиране на линкорите е изказана мисълта, че на дистанции от 80 – 100 каб. (14,8 – 18,5 км) линкорите на противниците няма да могат да се потопят един друг поради това, че вероятността за попадение ще бъде сравнително ниска. И за достигането на решителен резултат ще се наложи да се сближат на дистанция 60 – 80 каб. (11 – 14,8 км). На тези дистанции калибъра на оръдията вече няма първостепенно значение. За 356-мм оръдия на тази дистанция тяхната бронепробиваемост е достатъчна. При това те имат по-висока скорострелност – 2 изстрела в минута за 356-мм против 1,5 – 1,7 на 406-мм оръдия. При време на полет на снаряда на дистанциите 60 – 80 каб. от 20 – 30 сек. това преимущество по скорострелност може да бъде реализирано.
Не помага за избора на калибър и критиката от противниците на 356-мм оръдия. В специално открито писмо, от 1 август 1936 г. към лордовете на Адмиралтейството бившият първи лорд на Адмиралтейството, депутата (по това време) от парламента и бъдещ премиер-министър Уинстън Чърчил пише:
| „                                  | Ако аз бях на ваше място, то нищо не би ме заставило да се поддам на приенето на 14-дюймовките. Адмиралтейството ще изпадне в глупаво положение, ако се замеси в построяването на няколко кораба с 14-дюймови оръдия, а в същото време и Япония, и САЩ след няколко месеца приемат 16-дюймови. Аз бих се замислил за възможността да се отложи [залагането] и да се навакса забавянето от половин година по време на строежа. Това е чудовищна идея – да се строят британски линкори на стойност по 7 милиона фунта, които да не са най-силните в света! Както казваше старият Фишър: „Британският флот винаги пътешества с първа класа“. | “ |
| Кофман, Флагманы британского флота | |   |

Спорното решение за разработката на 356-мм оръдия все пак е прието. При това в процеса на самото им разработване британците се сблъскват с редица обективни трудности. В типовата конструкция на британското оръдие от „епохата на дредноутите“ се използва скрепяването на цевта с тел. Всички останали европейски страни още през Първата световна война преминават към стволове със скрепяване от цилиндри. Теловото скрепяване на стволовете още към края на Първата световна война се смята за остаряло. Поради по-малко здравия ствол се наблюдава неговото повишено биене при изстрел. За това, за да се спази изискването за здравина на ствола, неговата дължина на практика е ограничена примерно до 45 калибра. Така например, в случая с 50-калибреното 305-мм оръдие теловото укрепване води до повишеното износване на ствола и разлитане на снарядите. За това новите 356-мм 50-калибрени оръдия на британците започват да се разработват с цилиндрично скрепяване, „на чисто“, тъй като предишния опит е практически неприложим. Своята роля изиграва и това, че „линкорната ваканция“ отрицателно влияе на сферата на разработка и производство на голямокалибрени оръдия. В бившата „оръдейна работилница на света“ се закриват конструкторски бюра и се спират оръжейни производства, започва да се наблюдава глад за опитни специалисти и конструктори.
Не е удивително, че сроковете за разработката на новите оръдия и установки постоянно се сриват. Считала се, че за влизането в строй на корабите през 1940 г. поръчката на оръдията е нужно да бъде не по-късно от края на 1935 г. Разработката на четириоръдейните кули започва през октомври 1935 г. По предварителни планове, озвучени на съвещание през февруари 1936 г., поръчката на оръдията трябва да последва през април 1936 г., първата кула трябва да е доставена през март, втората през май и третата – през декември 1939 г., с обща готовност на първия кораб през юли 1940 г. Фактически тези планове са забавени с 11 месеца за четириоръдейната и с шест за двуоръдейната кули. Първата кула е доставена през февруари, втората през април, а третата през май 1940 г.

## Носители
Носители на 356-мм оръдия в британския флот са линкорите от типа „Кинг Джордж V“. Варианта за разполагане на цялата артилерия в носа, както е на типа „Нелсън“, е отказан още на етапа на предварителното проектиране. За това има две причини. Първата е невъзможността за теоретично по-големи ъгли на стрелба и стрелба по кърмовия сектор, поради въздействията на дулните газове върху надстройките. Направен е извод за необходимостта да се води огън в кърмовия сектор и разполагането там на като минимум една кула. Вторият фактор става удобството за разполагането на далекобойната зенитна артилерия. При схемата на „Нелсън“ е много сложно да се осигурят оптималните ъгли на обстрел, особено в носовия сектор. За идеално се счита разполагането на зенитните установки побордно между кърмовата и носовата групи кули на главния калибър.
В крайна сметка за „кинговете“ са разглеждани схеми с линейно-терасовидно разполагане на дву-, три- и четириоръдейни кули с разполагането на две кули на носа и една-две в кърмата. Тъй като според договора се налага ограничаването на калибъра до 356 мм, се смята за важно осигуряването на колкото се може повече оръдиа в залпа. За това за 356-мм оръдия са разглеждани схеми с четири триоръдейни и три четириоръдейни кули. При равен брой оръдия в бордовия залп според масата на залпа печели използването на четириоръдейните кули, за това, в крайна сметка, в проекта 14Р се спират на схемата с три четириоръдейни кули по линейно-терасовидната схема – две в носа и една на кърмата. Но във финалния проект се налага увеличаване на бронирането, което е решено да се направи за сметка на намаляването на броя на оръдията. Разглеждан е вариант с три триоръдейни кули. Но се отказват от него както по причина слаб бордов залп (другите европейски линкори имат бордов залп от 8 – 9 по-големи 380—381-мм оръдия), така и поради лошия опит с триоръдейните установки на „Нелсъните“. В крайна сметка заради необходимата икономия на тегло се заменя издигнатата кула с двуоръдейна.
Според традицията, в британските документи кулите се обозначават като „А“, „В“ и „Y“, ако се брои от носа. Хоризонталните ъгли на обстрела за двуоръдейната „В“ и четириоръдейната „Y“ съставляват 270°, а за носовата четириоръдейна кула „А“ – 286°. В резултат на това в сектора от диаметралната плоскост до 45° могат да стрелят 6 оръдия, от 45° до 135° – всичките 10, от 135° до 143° – 8 – и от 143° до 180° (право по кърмата) – 4.
Едно от неудачните решения е изискването да се осигури възможност за стрелба право по носа при нулев ъгъл на възвишение. Това решение след това е оценено като погрешно. На практика стрелбата право напред не се използва, тъй като при нея става разрушаване на палубата от дулните газове. Поради това решение корпуса практически няма подем към носа, което води след себе си до влошаване на мореходните качества. Корабите се смятат за „мокри“, и в неспокойно време кулите са постоянно заливани от вълните. Уплътняването на оръдейните амбразури се оказва неудовлетворително. Така например, в боя с „Бисмарк“ на „Кинг Джордж V“ водата се стича надолу, и прислугата на претоваръчното отделение на носовата кула „А“ работи до колене в ледената вода. Макар след това уплътнението да е подобрено, кулите пак си остават „мокри“. През 1943 г. „Дук оф Йорк“ в боя му с „Шарнхорст“ има същите проблеми със заливането.
По този проект е построена най-голямата серия „договорни“ линкора – пет броя. „Кинг Джордж V“ и „Принс оф Уелс“ влизат в строй в най-тежкия за Британия период – в началото на 1941 г. Старите британски линкори са с ограничена скорост, не надвишаваща 23 възела. И на тях би им било много трудно да се противопоставят на германските 30-възлови „Шарнхорст“ и „Гнайзенау“ и 27-възловия „Бисмарк“. За това новите линкори се въвеждат по спешност, независимо от постоянните проблеми с оръдията на главния калибър. Дооправянето им се прави в процеса на бойните действия. Така например, на „Принс оф Уелс“ заводските работници се намират на борда му даже по време на боя в Датския пролив. „Дук оф Йорк“ влиза в строй към края на 1941 г., а „Ансън“ и „Хау“ едва през 1942 г., когато нуждата от тях вече не е толкова остра.
През 1940 година британците се сблъскват с необходимостта да се защитят от десант на германските войски на британските острови. В немските източници тази операция се нарича „Морски лъв“. За защитата на Дувърския канал, по спешност, се поставят допълнителни брегови батареи. За това са използвани и оръдия от строящите се „кингове“. Две оръдия са поставени при Дувърския бараж и получават названията „Пух“ и „Мечо“.
- Част от щата на 356-мм кули на палубата на линкора „Дук оф Йорк“ след боя с „Шарнхорст“ от 26 декември 1943 година
- Линкора „Дук оф Йорк“ в Атлантика през декември 1941 г. Вижда се как вълните заливат кулите на ГК
- Оръдието „Мечо“ на позиция
- Оръдието „Пух“ на позиция

## Конструкция

### 356-мм оръдие Мк VII
| Характеристики на 356-мм оръдия Мк VII | Характеристики на 356-мм оръдия Мк VII | Характеристики на 356-мм оръдия Мк VII |
|                                        | ранни (№ 51 – 90)                      | късни (№ 91 – 136)                     |
| -------------------------------------- | -------------------------------------- | -------------------------------------- |
| Обозначение                            | 14-inch Mark VII                       | 14-inch Mark VII                       |
| Дата на разработване                   | 1937 г.                                | 1937 г.                                |
| Дата на начало на експлоатация         | 1940 г.                                | 1940 г.                                |
| Калибър, мм                            | 356                                    | 356                                    |
| Дължина на ствола, калибри             | 45                                     | 45                                     |
| Маса на оръдието със затвора, кг       | 80 865                                 | 80 256                                 |
| Маса оръдието с противотежестта, кг    | 92 042                                 | 92 956                                 |
| Дължина на ствола, мм                  | 16 002                                 | 16 002                                 |
| Дължина на оръдието, мм                | 16 532                                 | 16 532                                 |
| Дължина на камерата, мм                | 2756,9                                 | 2756,9                                 |
| Дължина на нарезната част, мм          | 13 098,3                               | 13 098,3                               |
| Обем на камерата, дм3                  | 360,5                                  | 360,5                                  |
| Нарези, (брой) дълбочина×ширина, мм    | (72) 2,97×9,309                        | (72) 2,97×9,309                        |
| Ширина на полето на нарезите, мм       | 6,208                                  | 6,208                                  |
| Извивка на нарезите                    | Постоянна, 1 оборот на 30 калибра      | Постоянна, 1 оборот на 30 калибра      |

За 343- и 381-мм британски оръдия от Първата световна война е характерна концепцията „тежък снаряд – умерена начална скорост“. При разработката на концепцията за 406-мм оръдия за „Нелсън“ са проведени тестови стрелби с 343-мм и 356-мм обикновен и олекотен снаряди. Поради лошото качество на снарядите стигат до извода, че тежкият снаряд е склонен към разрушаване при пробиване под ъгъл, различен от нормалния. За това при 406-мм оръдия Mk I е приета нетрадиционната концепция „лек снаряд – висока начална скорост“. Впоследствие това решение е признато за погрешно. Поради повишеното биене на късия снаряд износването на ствола е много високо, и живучестта на ствола е ниска. Намаляването на проектното налягане в канала на ствола позволява да се снижи остротата на проблема, но не я решава. С цената на снижаване на началната скорост живучестта на ствола е повишена до 200 изстрела, но и това е недостатъчна стойност. Следствие на това става и ниската кучност на стрелбата. За това за своите нови 356-мм оръдия британците се връщат към концепцията „тежък снаряд – умерена начална скорост“.
Оръдията за „Кинг Джордж“ получават обозначението Mk VII. Понякога се изказват твърдения, че разработката на това оръдие се води на основа конструкцията на 356-мм оръдия Mk I, създадено за чилийския линкор „Алмиранте Латоре“. Но фактически между конструкциите на двете оръдия общите неща са малко. Теглото на оръдието Мк I съставлява 85 т, значително повече, отколкото на Mk.VII. И за основа е взета конструкцията на експерименталното 305-мм оръдие Mk XIV.
Ствола на оръдието Мк VII се състои от стесняващата се вътрешна тръба А, тръба А, кожух на казенника с правоъгълна форма, бутално гнездо вътре в тръба А и муфа над казенната част на тръба А. Вътрешната тръба А има две позициониращи издатини, първата от които се намира на 12 448,5 мм от дулния срез. Използван е бутален затвор система Уелин (на английски: Welin breech block) с хидравличен механизъм Асбъри, общото тегло на които е 1880 кг. Всичко заедно с тестовите са произведени 78 оръдия – 24 от кралската оръжейна фабрика, 39 в завода на Викерс-Армстронг в Елсуик и 15 в William Beardmore & Company. Те са в две различаващи се модификации. По първоначалния чертеж са произведени оръдията с номера от 61 до 90. Те имат тегло 80 865 кг. Заедно с противотежестта – 92 042 кг. След това е променена формата на казенника. Самите оръдия от № 91 до № 136 стават малко по-леки – без затвор 80 256 кг, но с противотежестта теглото им нараства до 92 956 кг. Кемпбъл споменава, че в един от списъците е намерено обозначението Mk.VII*. По видимо, това трябва да бъде оръдие с лесно демонтируем ствол. Но няма сведения за неговото производство.
| Далечина на стрелбата при 356-мм оръдия Мк VII | Далечина на стрелбата при 356-мм оръдия Мк VII | Далечина на стрелбата при 356-мм оръдия Мк VII |
| Тип на оръдието                                | Корабни                                        | Брегови                                        |
| ---------------------------------------------- | ---------------------------------------------- | ---------------------------------------------- |
| Маса на снаряда, кг                            | 721                                            | 721                                            |
| Заряд барут                                    | 153,4 кг SC 300                                | 220,4 кг SC 500                                |
| Начална скорост на снаряда, м/с                | 757                                            | 869                                            |
| Ъгъл на възвишение, °                          | 40                                             | 45                                             |
| Максимална далечина на стрелбата, м            | 35 260                                         | 46 630                                         |
| Работно налягане в ствола, кг/см2              | 3230                                           |                                                |
| Живучест на ствола, ЕПЗ                        | 375                                            |                                                |

Ствола на оръдието се получава достатъчно лек – с 6 т по-лек, отколкото на Mk I. Но цялата икономия по тегло е обезличена от конструкцията на кулите. На 381-мм оръдия се използва разположение на цапфите в центъра на тяжестта на ствола. За намаляване на височината на кулите на новите линкори е дадено изискване да се ограничи хода на казенната част. За това е нужно да се намали дистанцията от осите на цапфите до казенния срез на ствола. Това е направено като просто са преместени осите на цапфите колкото е възможно по-близо до казенната част. И за да се уравновеси оръдието, на неговата казенна част, е поставен допълнително 11,5-т товар-противотежест.
Заряда се състои от четири части барут. На 722 кг бронебоен снаряд се придава начална скорост от 757 м/с. При това тя се достига даже с по-ниско налягане в канала на ствола, отколкото при 381-мм оръдия. В резултат на това е достигната добър живот на ствола – 340 изстрела с пълен боен заряд.
| Таблица за стрелбата с бронебоен снаряд с начална скорост от 731,5 м/с | Таблица за стрелбата с бронебоен снаряд с начална скорост от 731,5 м/с | Таблица за стрелбата с бронебоен снаряд с начална скорост от 731,5 м/с | Таблица за стрелбата с бронебоен снаряд с начална скорост от 731,5 м/с | Таблица за стрелбата с бронебоен снаряд с начална скорост от 731,5 м/с | Таблица за стрелбата с бронебоен снаряд с начална скорост от 731,5 м/с | Таблица за стрелбата с бронебоен снаряд с начална скорост от 731,5 м/с |
| Далечина, м                                                            | Ъгъл на възвишение на оръдието                                         | Ъгъл на падане на снаряда                                              | Скорост на снаряда при падане, м/с                                     | Време на полет, с                                                      | Бронепробиваемост, мм                                                  | Бронепробиваемост, мм                                                  |
| Далечина, м                                                            | Ъгъл на възвишение на оръдието                                         | Ъгъл на падане на снаряда                                              | Скорост на снаряда при падане, м/с                                     | Време на полет, с                                                      | пояс                                                                   | палуба                                                                 |
| ---------------------------------------------------------------------- | ---------------------------------------------------------------------- | ---------------------------------------------------------------------- | ---------------------------------------------------------------------- | ---------------------------------------------------------------------- | ---------------------------------------------------------------------- | ---------------------------------------------------------------------- |
| 0                                                                      | 0                                                                      | 0                                                                      | 731,5                                                                  |                                                                        | 668                                                                    |                                                                        |
| 4570                                                                   | 2,58                                                                   | 2,80                                                                   | 658                                                                    | 6,59                                                                   |                                                                        |                                                                        |
| 9140                                                                   | 5,61                                                                   | 6,50                                                                   | 587                                                                    | 14,06                                                                  | 396                                                                    | 29                                                                     |
| 13 720                                                                 | 9,26                                                                   | 11,55                                                                  | 526                                                                    | 22,57                                                                  | 335                                                                    | 50                                                                     |
| 18 290                                                                 | 13,72                                                                  | 18,20                                                                  | 476                                                                    | 32,41                                                                  | 285                                                                    | 73                                                                     |
| 22 860                                                                 | 19,25                                                                  | 26,38                                                                  | 445                                                                    | 43,86                                                                  | 241                                                                    | 102                                                                    |
| 27 430                                                                 | 26,18                                                                  | 35,62                                                                  | 436                                                                    | 57,43                                                                  |                                                                        |                                                                        |
| 32 000                                                                 | 35,97                                                                  | 46,08                                                                  | 452                                                                    | 74,97                                                                  |                                                                        |                                                                        |
| 33 380                                                                 | 40,70                                                                  | 50,45                                                                  | 464                                                                    | 83,2                                                                   |                                                                        |                                                                        |

### Снаряди
Погребите са разчетени за 100 снаряда на ствол. Но за да се впишат в договорните ограничения от 35 000 т британците използват малка хитрост, и при разчетната стандартна водоизместимост боезапаса се брои по 80 снаряда на ствол.
Как вече се спомина, за 356-мм оръдия се използват сравнително тежки снаряди. Първоначално в боекомплекта влизат само 722-кг бронебойни снаряди Mark VIIB с „макаровско“ калпаче. Балистичният фактор (съотношението маса към куб на калибъра в дециметри) е около 16 – толкова, колкото на 381-мм снаряд, и значително по-голямо, отколкото на 406-мм снаряд на „Нелсъните“ (13,5).
Самият бронебоен снаряд Mark VIIB се счита за много успешен. В Ютландското сражение се проявява неефективността на британските бронебойни снаряди. Максимален ефект се достига, когато снаряда, пробивайки бронята в цяло състояние, се взривява вътре в корпуса. Поради чувствителното взривно вещество (ВВ) британските снаряди се оказват склонни към преждевременно взривяване, а поради слабата здравина на корпуса им често се разрушават преди да са преминали през бронята. В резултат на редица проведени работи за подобряване на техните качества, към началото на Втората световна война британците успяват да разработят отлични бронебойни снаряди. Снарядната чаша е произведена от високоякостна стомана. 356-мм снаряд съдържа около 2,5% (22 кг) взривно вещество. В качеството на такова се използва „шелит“ – смес от 2/3 пикринова киселина (тринитрофенол) и 1/3 динитрофенол. За сметка на последната добавка той е по-малко склонен към преждевременна детонация, отколкото използващите по-рано „лидит“. Снаряда има добре обтекаема форма – балистичният накрайник има оживало от 6/12 crh против 5/10 crh при 381-мм снаряд. Това означава, че дължината на балистичния накрайник е същата, както при оживало с радиус 6 калибра, при гладко допиране с цилиндричната част. Но фактическият радиус на наконечника съставлява 12 калибра, и допирането с цилиндричната част е под ъгъл. Взривателя се разполага в специална втулка, отдалечена малко от дънната част. Това увеличава вероятността за неговото сработване при коси удари. И макар американците да смятат, че техните свръхтежки снаряди дават по-голяма пробиваемост на дебела броня, британците много високо оценяват този снаряд. Отчитайки, че по време на войната англичаните успяват бързо да изваждат от строя артилерията на немските линкори с пробиване на кулите и барбетите им, примерно равни по дебелина на калибъра на снаряда, става ясно, защо англичаните се доверяват на своите снаряди.
От края на 1942 – началото на 1943 г. в снарядите започват да използват боя за оцветяване на плясъците. Това помага да се различават паданията на своите снаряди при групова стрелба на няколко кораба. Оцветяването става с добавянето под балистичния накрайник на пакет с боя на прах, и теглото на снаряда при това нараства с 2,3 – 2,7 кг. Според документацията през 1946 г. за „Кинг Джордж“ цвета е жълт, за „Дук оф Йорк“ зелен и червен за „Хау“. При „Ансън“ гмурканията са бели, което, най-вероятно, означава, че не се използва оцветител за него. Наистина, Кофман смята, че по време на войната снарядите с боя, най-вероятно, не са използвани, тъй като групова стрелба на няколко „кинга“ по надводна цел е малковероятно събитие.
На протежение по-голямата част от войната боекомплектът на линкорите се състои само от бронебойни снаряди. И едва към края на войната, когато те започват да се привличат за обстрел на брега, при десанта в Сицилия, а след това и в Тихия океан, е разработен фугасен снаряд. Но въпреки това на борда се вземат малко от тях – през 1943 г. те са по пет снаряда на ствол, и основата на боезапаса все така си остават бронебойните снаряди. Фугасният снаряд също е с маса 722 кг.

### Метателен заряд
Метателният заряд се състои от четири части, завити в копринен картуз. В стандартния заряд за корабите се използва барут марка SC 300 с обща маса 153,4 кг. За бреговите оръдия се използва повишен заряд с барут марка SC 500 и маса 220,4 кг. Барута се произвежда във вид на шнурове. В названието „SC 300“ „SC“ означава марката на барута, а цифрата „300“ – в хилядни от дюйма диаметъра на филиерата, през която се протисква барута в процеса на производството му. Т.е. за SC 300 това са 0,3 дюйма (7,62 мм). В два от четирите картуза се намира възпламенителя – 1,814 кг черен барут марка G12.
За разлика от използвания в годините на Първата световна война кордит с марка MD и неговия следвоенен вариант MC, барута SC е по-безопасен барут с нелетлив разтворител. Разработен е през 1927 г. след изследването от британските специалисти на германския барут RP C/12 с нелетлив разтворител. В качеството на допълнителен разтворител в барута SC се използва централит (на английски: centralite), който след изпаряването остава в барута и допълнително играе ролята на стабилизатор. Абревиатурата SC се разшифрова като Solventless Cordite (на български: кордит с нелетлив разтворител), алтернативно разшифроване – Solventless Carbamite (на български: с използването на нелетлив разтворител централит, carbamite е синоним на централита). В състава на барута SC влиза 49,5% нитроцелулоза (със съдържание на азот 12,2%), 41,5% нитроглицерин и 9% централит. Той е по-малко калориен, отколкото е кордита, неговата калорийност е 970 ККал, а температурата на горене при началните условия е 3090°К. При производството на SC за неутрализация на остатъците от киселината се използва тебешир, за това, поради наличието на калций в продуктите на горене проблясъка при изстрел е по-ярък, отколкото на кордита. Барута в картузите се намира във вид на дълги шнурове.

### Куполни установки
| Брой оръдия                                      | 2         | 4         |
| Маса на въртящата се част, т                     | 912       | 1575      |
| Диаметър на основата, м                          | 7,92      | 10,82     |
| Вътрешен диаметър на барбета, м                  | 8,99      | 12,19     |
| Разстояние между осите на оръдията, м            | 2,44      | 2,44      |
| Дължина на отката, м                             | 1,14      | 1,14      |
| Максимална скорост на подем на стволовете, °/сек | 8         | 8         |
| Максимална скорост на въртене, °/сек             | 2         | 2         |
| Цикъл на стрелбата, сек                          | 30        | 30        |
| Брониране, мм                                    |           |           |
| чело                                             | 324       | 324       |
| странични стени                                  | 224 – 174 | 224 – 174 |
| задна стена                                      | 174       | 174       |
| покрив                                           | 149       | 149       |

За линкорите от типа „Кинг Джордж“ се налага разработването на два типа установки – четири- и двустволна. Четириоръдейните кули „А“ и „Y“ получават обозначението Mark III, а двуоръдейната „В“ – Mark II. Двуоръдейната кула по конструкция е, по същество, половината от четириоръдейната. Въобще, след мъките при триоръдейната кула за „Нелсъните“, британците решават, че кулите с четен брой стволове са за предпочитане, тъй като позволяват по-добре да се синхронизира подаването на боеприпасите.
Макар прехода към зареждане при постоянен ъгъл на възвишение и да изглежда стъпка назад в сравнение с 381-мм установки, той е обоснован. При 381-мм установки ъгъла на максимално възвишение съставлява 20°. Създаването на надеждна конструкция със зареждане на ъгли на възвишение до 40° е практически невъзможно.
Тъй като цикъла на стрелбата на оръдията е 30 секунди, прехода към постоянни ъгли на възвишение води до теоретична скорострелност от 1 изстрел за 40 секунди. Т.е. теоретичната скорострелност съставлява все същите 1,5 изстрела в минута, каквато е при 406-мм оръдия, което лишава новото британско оръдие от един от козовете, на които се разчитва при проектирането. Наистина, фактически скорострелността все пак е успешно доведена до 2 изстрела в минута.
Челната бронева плоча има достатъчно нетрадиционен ъгъл на поставяне. Тя е вертикална. От една страна, конструкторите смятат, че при големи дистанции наклонената плоча е неизгодна, тъй като снаряда започва да попада в нея на ъгли, близки до нормалата. От друга страна, по думите на Уилям Юренс, разчета е в геометрията. С наклонена плоча за осигуряване на големите ъгли на възвишение на амбразурите на оръдията се получават много големи и излизат далеч в покрива на кулата. При вертикалната плоча амбразурите на оръдията се получават с минимална височина. Минимална е и височината на самата плоча, което при същата дебелина позволява да се намали нейното тегло. Също осите на цапфите са максимално близко до челната плоча, което намалява размера на самата кула. Но фактически икономия на тегло няма. Поради тази геометрия и големия диаметър на барбета на четириоръдейната кула края на барбета излиза достатъчно далеч зад пределите на челата плоча. Този участък има нужда да се бронира. Неговата площ е 10,7 м², и теглото на допълнителната броня съставя около 13 т. С определени трудности се сблъскват и при направата на самата челна плоча. Да, тя може да се изготви от един лист, и така тя би била по-здрава. Но технологично направата ѝ е много по-сложна, отколкото от няколко съединени помежду им плочи.
Както вече се спомена, оръдията стават достатъчно леки. Обаче цялата икономия е изядена от конструкцията на кулите. При 381-мм оръдия се използва разположение на цапфите в центъра на тежестта на ствола. За да се намали дължината на бойното отделение при 356-мм кула е поискано да се намали разстоянието от осите на цапфите до казенния срез на ствола. Това е направено като просто са преместени осите на цапфите колкото се може по-близо до казенната част. И за уравновесяване на оръдието на неговата казенна част се налага да се окачи допълнителен 11,5-т товар-противотежест. Освен всичко останало, такова решение позволява да се намали резерва на височина в подкуполното отделение, необходим за свободния откат на оръдията при максимален ъгъл на възвишение. Но в резултат на това се налага да се „возят“ 115 т безполезен баласт.
Независимо от достатъчно леките оръдия и усилията за получаване на кули с минимални габарити, установките се получават много тежки – въртящата се част на четириоръдейната кула тежи 1582 т, а на двуоръдейната – 915 т. Проектните им стойности на надвишени примерно с 55 – 60 т за всяка кула, в основно заради допълнителните устройства за блокиране.
Част от теглото е за солидното брониране. Но немалка негова част е и за многобройните устройства, които да придадат на кулите максимална пламъконепроницаемост. След горчивия опит от Ютланд, когато заради взрив в погребите излитат във въздуха три линейни крайцера, британците решават да повишат пламенепроницаемостта на кулите за сметка на многобройни механични средства. Поради това, независимо от зареждането при постоянен ъгъл, конструкцията на кулите се получава много по-сложна, отколкото на 381-мм установки Mk I. Достатъчно е да се каже, че общия брой на подвижните част за четириоръдейните установки надхвърля 3000.
За пореден път е преоценено „направление на главната опасност“. Барутните заряди са по-склонни към детонация, отколкото снарядите. Според опита на Ютландското сражение стигат до извода за това, че основната опасност представляват снарядите, попадащи в погреба отгоре през палубата. За това на „Кинг Джордж“, както и при „Нелсън“, преминават към разполагането на снарядните погреби над зарядните.
Кули
Осите на цапфите на оръдията са разположени едва на 2,13 м от челната плоча. Казенната част при подем на ствола описва дъга с радиус 4420 мм. Но дължината на отката съставлява 1295 мм, и при ъгъл на възвишение на оръдията от 40° казенника се спуска с 3,6 м под нивото на пода на бойното отделение. Оръдията са разположени на еднакво разстояние едно от друго, с разстояние между осите около 2286 мм. Така, в четириоръдейната кула Mk III разстоянието между външните оръдия е 6858 мм.
Всички оръдия се намират в индивидуални люлки и имат индивидуално задвижване. Ъгъла на възвишение достига 40°, а на снижение −3°. Хоризонталното и вертикалното насочване се осъществява от хидравличен механизъм със скорост 2 и 8°/сек съответно. Достатъчно високата скорост на вертикалното насочване се обуславя в т.ч. и от това, че зареждането се осъществява на постоянен ъгъл на възвишение 5°. Въртенето на кулата се осъществява от един от двата двигателя – 160 к.с. за четириоръдейната и 70 к.с. за двуоръдейната кула, с помощта на червячна зъбна предавка. Както и при 406-мм кули на „Нелсън“, на кулите Mk II и Mk III има две основи-пътеки – главна, която носи основното тегло на кулата, и допълнителна. Допълнителната лагерна пътека е разположена над основната и
предотвратява преместването на кулата в хоризонтална посока.
Диаметъра на основата (на английски: training base diameter) съставлява 10,6 м, а ширината на бойното отделения е малко повече от 11,7 м. Височината на кулата над главната палуба съставлява 6 м, из които долните 3,2 м са неподвижния барбет. С оглед дебелината на бронята на покрива това дава височина на бойното отделение около 2,4 м. Разстоянието от челната бронева плоча до задната извита стена съставлява 12,2 м. Барбета на двуоръдейната кула има височина 6,7 м, а диаметъра на основата е 8,99 м. Височината на четириоръдейната кула от покрива до дъното на подаващата тръба съставлява 16,15 м и 21,9 м за двуоръдейната кула.
Зарядно претоваръчно отделение
На нивото на зарядното претоваръчно отделение подаващата тръба има правоъгълно сечение. Тя има четири двуетажни ниши-зарядника за барутните заряди, разположени една до друга. За двуоръдейната кула те са само две. В долната част на подаващата тръба се намира кръгла платформа, въртяща се заедно с кулата. Платформата се намира на едно ниво с палубата. От едната страна на платформата се намират два товарещи механизма за подаване на зарядите в двата централни зарядника. От противоположната страна се намират механизмите за подаване към външните зарядници. Механизмите за подаване има двуетажни легла, които са разположени на същото ниво, което имат и леглата на зарядника в неговото най-долно положение. Механизмите за зареждане се отделят от подаващата тръба чрез плъзгащи се огнеустойчиви вратички.
Четвъртинките заряди от погребите по роликов транспортьор се преместват в огнеупорното легло чрез хидравлична трансмисия. Леглото се качва до нивото на претоваръчното отделение. Такива подемници има четири за погребите на кулите „А“ и „В“. Поради малкото височина за кула „Y“ два от четирите подемника са заменени с двойни водонепроницаеми врати-шлюзове. В претоваръчното отделение четвъртинките заряди се премятат (за преминалите през люка – предават) към чакащите легла.
На всяко легло се падат по два полузаряда. Зарядника има индивидуален двуетажен доситиквач. Системата за неговото управление отначало отваря огнеупорната врата и след това добутва полузарядите в нишата. Всички подвижни части при това имат механично блокиране, предотвратяващо неправилното сработване.
Снарядно претоваръчно отделение
Снарядните зарядници в своето най-долно положение са съвместени с люковете за подаване на снаряди в тяхното претоваръчно отделение. Това отделение също е квадратно. От всяка страна на това отделение са разположени снарядните погреби, в които снарядите се съхраняват в хоризонтално положение. С помощта на система от окачени тали снарядите от погреба се преместват на четирите паралелни жлеба, т.нар „очакващи легла“. Всяко легло е снабден със собствен избутвач и се отделя от претоваръчното отделение чрез вертикално плъзгаща се водонепроницаема врата.
Вътре в претоваръчното отделение, около подаващата тръба, се намира въртяща се маса – т.нар. „снаряден пръстен“. Този пръстен може да се върти отделно от кулата, и на него има четири групи жлебове, през всеки 90°. За четириоръдейните кули пръстена държи 16 снаряда – четири групи по четири жлеба, а за двуоръдейната 8 – четири групи по два снаряда.
В положение „към кораба“ снарядния пръстен се поставя с жлебовете срещу стените на погребите. Вратичките се отварят, и от „очакващите легла“ всичките 16 (осем за кула „В“) снаряда се преместват на снарядния пръстен. След това, с помощта на хидравлика, снарядния пръстен се завърта около подаващата тръба, поставяйки една от групите снаряди срещу вратите, отделящи ги от снарядните зарядници. Въртящата маса се блокира в положение „към подаващата тръба“ и нататък се върти заедно с кулата.
Отвън на подаващата тръба, над снарядния пръстен, се намира неголямо помещение с блока за управление. В положение „към подаващата тръба“ блока се разполага над групата снаряди. От блока излизат четирите глави на избутвача, с помощта на които снарядите се преместват от въртящата се маса в снарядните зарядници.
Снарядния пръстен има зъби, нанесени на вътрешната и външната повърхност. Външните зъби са зацепени с редуктора задвижван от хидравличния двигател, закрепен на палубата на снарядното претоваръчно отделение. Вътрешните зъби са зацепени с пиньон, въртящ се от втори двигател, разположен на подаващата тръба.
Контролния панел в претоваръчното отделение управлява поставянето на пръстена в положение „към кораба“ и включва ръчката, контролираща завъртането на пръстена от положение „към подаващата тръба“ в положение за зареждане от погреба. Там се намира ръчката, управляваща заключващите болтове, блокиращи пръстена в положение „към кораба“. Втория панел в блока за управление, закрепен на подаващата тръба, съдържа ръчка, управляваща работата на снарядните избутвачи и работата на болтовете, блокиращи пръстена в положение „към подаващата тръба“. На същия панел се намира ръчката за управление на двигателя, закрепен за подаващата тръба. От този панел за управление пръстена се командва за положение „към подаващата тръба“, и се управлява процеса за подаването на снарядите в снарядните подемници. Двата двигателя са хидравлично свързани един с друг и фактически се управляват от двете конзоли. При това хидромеханична блокировка предотвратява поставянето на управляващите ръчки в конфликтно положение. Двойното управление е нужно, тъй като за оператора в претоваръчното отделение е сложно да контролира поставянето на пръстена в положение „към подаващата тръба“. Оператора в отделението на снарядните избутвачи не може да контролира точното позициониране на пръстена в положение „към кораба“.
Закрепеният на палубата двигател има мощност 24 к.с., а в трансмисията му се използва червячна предавка и подвижни фрикционни муфи, допускащи ексцентрицитет и преместване на положението на пръстена относително палубата с 25 мм нагоре или надолу. Вторият двигател, закрепен на подаващата тръба, има същата мощност, но без възможност за компенсация на ексцентрицитета и преместване на пръстена.
Пълното натоварване на снарядния пръстен стига за четири пълни залпа. Но с него може да възникнат и проблеми – в частта на стиковането както към снарядния погреб, така и към подаващата тръба. Проблеми именно на този участък възникват на „Принс оф Уелс“ и „Кинг Джордж“ по време на боя им с „Бисмарк“.
Изходя от чертежите се вижда, че снарядите са поставени в снарядните подемници с накрайника напред, т.е. вече са положението, в което те трябва да се подават в зарядната камера.
Работно отделение
В работното отделение става претоварването на снарядите и зарядите от долната част на системата за подаване в зарядниците, които вече се качват непосредствено към оръдията в бойното отделение. Но да се направи това нещо напряко е невъзможно, тъй като разстоянието между оръдията е много по-голямо от разстоянието между линиите за подаване в долната част на системата за подаване. За това претоварването на боеприпаса се осъществява в междинен транспортьор, а вече оттам в зарядниците на бойното отделение. В своето долно положение снарядното легло се намира на 7 м под нивото на пода на работното отделение, а зарядното още с 2,4 м по-долу. Зарядните и снарядните зарядници имат задвижване от лебедка с барабани с два диаметра. Диаметъра на барабаните е подбран така, за да може при подем зарядното легло да настигне снарядния, и те да достигат работното отделение заедно.
Пристигайки по елеватора в своето най-горно положение четирите съставни зарядника се спират срещу триетажния избутвач „елеваторен зарядник-транспортьор“. Траспортьора представлява триетажна количка. На двата долни етажа се намират по два полузаряда. А на горния – снаряда. С помощта на избутвач боеприпасите от елеваторните зарядници се преместват на транспортьора. Транспортьорите са четири – по един за всяко оръдие, и се преместват по релси, които са общи за тях. Релсите са разположени перпендикулярно на осите на оръдията, и транспортьорите се преместват напречно на кулата. По тях всеки транспортьор, чрез хидравлика, се поставя срещу зарядниците на бойното отделение, намиращи се долно положение. Тъй като последните се движат вертикално, то всеки транспортьор фактически се спира срещу своето оръдие. С пристигането си на място транспортьора се разполага срещу още един триетажен избутвач – „транспортьор – зарядник на бойното отделение“. С помощта на този избутвач боеприпасите се преместват в обратно (по отношение направлението на работата на първия избутвач) направление. В центъра на работното отделение се намира т.нар. „мост“ – подставка, в сечение имаща форма на буквата „П“ и обхващаща ствола на долните елеватори. През този „мост“ минават три жлеба към всеки от зарядниците на бойното отделение. През тези жлебове избутвача и премества боеприпасите на зарядника.
Такава компоновка на работното отделение позволява лесно да се обслужат и четирите оръдия в бойното отделение. Но всяка повреда на релсовия път или заяждане на един от транспортьорите води до излизане от строя на системата за подаване за всички оръдия в кулата.
В работното отделение се намират два управляващи пулта. На първия са ръчките за управление на елеватора за подаване на снарядите и зарядите от претоваръчното отделение и ръчката за управление на избутвача „елеваторен зарядник – транспортьор“. На втория пулт се намират ръчката за управление на транспортьорите и ръчката за управление на дотиквача „транспортьор – зарядник на бойното отделение“.
Бойно отделение
В бойното отделение около всяко оръдие има пулт с четири ръчки. Лявата ръчка при преместване в положение „затворено“ премества оръдието в положение за зареждане – към ъгъл на възвишение 5°. При това набора от клапани в хидравличната система е подбран така, че на движение на ръчката напред да съответства движение на казенника на оръдието нагоре, ако ъгъла на възвишение е 5°, или казенника да се движи надолу, ако ъгъла на възвишение е по-голям. Следващата ръчка отваря или затваря затвора. Третата вдига или спуска зарядника. А чрез четвъртата прибойника се движи напред или се връща обратно.
Всички четири ръчки имат последователно блокиране. Ръчката на прибойника не може да се приведе в действие, докато ръчката на зарядника не стои в положение „вдигнат“. На свой ред тя не може да се премести, докато ръчката на затвора не е в положение „отворен“. Ръчката на затвора е блокирана, докато ръчката за преместването на оръдието не стои в положение „затворено“.
Когато затвора е отворен и триетажният зарядник стои на мястото си, ръчката на прибойника се премества в положение „трамбоване“. Буталото на верижния прибойник се премества напред и набутва снаряда в камерата. След това ръчката на прибойника се връща обратно. Веригата на прибойника при това влиза в кожух, намиращ се под пода на бойното отделение. Зарядникът автоматично се вдига с едно ниво, поставяйки срещу камерата двата полузаряда. Ръчката на прибойника пак се поставя в положение „трамбовка“, и прибойника избутва двата полузаряда в камерата. При това движението на прибойника автоматично се ограничава, тъй като зарядите влизат в камерата на по-малко разстояние, отколкото снаряда. При връщането на прибойника зарядника се качва с още едно ниво нагоре, позиционирайки се в положение за зареждане на двата последни полузаряда. Ръчката на прибойника се натиска за трети път, и зарядите се набутват в камерата. След третото връщане на прибойника ръчката за управление на зарядника се отблокира. Тя се поставя в положение „надолу“, и празният зарядник се спуска в работното отделение. При това затвора се затваря, и се разблокира ръчката за връщане на оръдието в положение за стрелба.
Тази последователност в зареждането може да се прави за всичките четири оръдия едновременно при пълнозалпова стрелба. При стрелба с полузалпове в първия участват лявото външно и дясното вътрешно оръдия, а след това другата двойка. Също така оръдията могат да стрелят и да се зареждат поединично. Използването на снарядния пръстен облекчава прехода към друг вид боеприпаси. Две от четирите групи снарядни легла могат да са заредени с бронебойни снаряди, а останалите две с фугасни. Така всеки тип снаряди е готов за незабавно подаване в бойното отделение.

## Система за управление на стрелбата
В системата за управление на артилерийския огън (СУАО) на линкорите от типа „Кинг Джордж“ влизат два командно-далекомерни поста (КДП) в носовата и кърмовата части на надстройката и централен артилерийски пост (ЦАП), разположен под главната бронева палуба. Данните за далечината и пеленга на целта от КДП постъпват в ЦАП. Тъй като целта се движи относително кораба, а полета на снаряда отнема определено време, е нужно да се изчисли т. нар. „точка на изпреварване“ – мястото, където ще пристигне целта, когато до нея долети снаряда. За това в ЦАП с помощта на аналогов изчислител се обработват далечината и пеленга на целта, отчитат се параметрите на движение на целта и собствения кораб, скоростта на вятъра и плътността на въздуха и се определя далечината и направлението в точката на изпреварване. Съгласно таблиците за стрелба, с оглед износването на оръдията се определят ъглите за насочване на оръдията. Тези данни се предават в кулите. В кулите задачата на наводчиците е да завъртят кулата и да вдигнат оръдията в нужното положение. След това те сигнализират за готовност да се открие огън, и се раздава залпа. В КДП се намират двама наводчика, които с помощта на копчета отбелязват „недолитане“, „накритие“, „прелитане“, – един по далечина, а вторият по направление. Тези данни постъпват в ЦАП и се отчитат за поправките за следващия изстрел. Системата е достатъчно примитивна, но работи надеждно и дава нелоши резултати на практика.
Като резервни постове за управление могат да се използват самите КДП на главния калибър, кърмовия резервен пункт за управление и спомагателния пункт за управление в кула „В“. За това на кулата има сдвоен 30-футов (9,14-метров) далекомер. Двата КДП на първите два кораба от серията имат 15-футови (база 4,57-м) далекомера. На останалите три кораба на носовия КДП има 22-футов (база 6,7-м) далекомер.
Също така всяка кула има средства за индивидуалното водене на огън. В тях влизат пост за локално управление (LDS – local director sight) с бинокулярен прицел и серво-мотор и аналогов изчислител. Последният е опротен вариант на изчислителя, поставан в ЦАП. Поста в четириоръдейните кули се разполага между лявата двойка оръдия, а изчислителното устройство – в специално звукоизолирано помещение, разположено вътре в барбета под лявото вътрешно оръдие.
За локалното насочване на четириоръдейните кули „А“ и „Y“ са разположени 12,5-метрови далекомери, а на издигнатата „В“ – сдвоен 9-метров. Локалното управление се оценява доста високо. Но то няма възможност да получава данните от артилерийските РЛС, и поради ниско разположените постове за управление дистанцията за стрелба при локално управление не надвишава 6 – 8 мили.
В началото на 1940-те години бурно се развива радиолокацията, и на „кинговете“ при влизането в строй на носовия КДП стоят дециметровите РЛС „Тип 284“. Радара може да следи както целта, така и плясъците от паданията на собствените снаряди. Малко по-късно влиза на въоръжение неговата модификация „Тип 284М“. Тя се намира, през 1943 г., на „Дук оф Йорк“ по време на боя му с „Шарнхорст“. Към средата на войната той е заменен с по-съвършените „Тип 274“. „Принс оф Уелс“, поради своята гибел, не го получава. На „Дук оф Йорк“ и „Ансън“ е поставена двойка сантиметрови радара „Тип 274“ на носовия и кърмовия КДП. Но тези РЛС са дефицитни, заради което на „Кинг Джордж“ и „Хау“ „Тип 274“ има само на носовия КДП, а в допълнение към нея на кърмовия КДП е поставена пета РЛС „Тип 285“. Кемпбъл твърди, че на „Кинг Джордж“ и „Хау“ РЛС „Тип 284“ остава и стои на кърмовия КДП.
| Характеристики на артилерийските РЛС                  | Характеристики на артилерийските РЛС | Характеристики на артилерийските РЛС | Характеристики на артилерийските РЛС |
| Тип РЛС                                               | 284                                  | 284М                                 | 274                                  |
| ----------------------------------------------------- | ------------------------------------ | ------------------------------------ | ------------------------------------ |
| Честота, МХц                                          | 600                                  | 600                                  | 3296                                 |
| Дължина на вълната, см                                | 50                                   | 50                                   | 9                                    |
| Мощност на импулса, кВт                               | 25                                   | 150                                  | 400                                  |
| Продължителност на импулса, микросекунди              | 2                                    | 1                                    | 0,5                                  |
| Далечина, м                                           | 21 950±110                           | 27 430±23                            | 36 580±23                            |
| Ширина на лъча, °                                     | 8                                    | 8                                    | 2                                    |
| Точност на определяне на направлението, углови минути | ±30                                  | ±5                                   | ±3                                   |

Следва да се отбележи, че пълната замяна с РЛС на оптичните средства при британците е неуспешно. Даже в края на 1943 г. в боя с „Шарнхорст“ „Дук оф Йорк“ използва не само РЛС, но и води стрелбата си по данни от оптичните средства. Като цяло британската система за централно насочване се оценява доста високо. При всички три боя с използването на 356-мм оръдие системата за управление добре удържа целите, осигурявайки 5 – 7 процента попадения на дистанции от 6 – 8 мили.

## Служба
356-мм оръдия са използвани в три артилерийски боя с участието на линкори. „Кинг Джордж“ и „Принс оф Уелс“ са привлечени към лова на германски рейдер – линкора „Бисмарк“. Следва да се отбележи, че започвайки действията си против „Бисмарк“, британските кораби не са преминали целия цикъл за бойна подготовка – според изискванията на приемането във военно време трябва да се произведат по 25 изстрела на оръдие. „Кинг Джордж“ е отозван от стрелби на 15 януари 1941 г., за да достави новия британски посланик лорд Халифакс в САЩ, и пълен цикъл изпитания е проведен само за една от кулите. „Принс оф Уелс“ даже без да е започнал цикъла на подготовка отива на бой, като едва е завършил дооборудването, така че при отплаването си от Росайт на борда му все още продължават да се трудят специалистите на фирмата „Викерс-Армстронг“.
Битката в Датския пролив

Германското съединение в състав линкора „Бисмарк“ и тежкия крайцер „Принц Ойген“ си пробива път към Атлантика. В Датския пролив, на 24 май 1941 г., те са прихванати от британското съединение, в което влизат линейният крайцер „Худ“ и линкора „Принс оф Уелс“. По ред причини британците се оказват в неизгодно тактическо положение – те плават към противника под остър курсов ъгъл, и в началото на боя „Принс оф Уелс“ може да използва само шестте оръдия на носовите кули.
Първият залп на „Принс оф Уелс“ по „Бисмарк“ е от дистанция 120 кабелта (22,2 км). Стрелят само три оръдия от носовата четириоръдейна кула – едно от оръдията не действа. Залпа ляга с голямо прелитане, което е неудивително. Показват се проблемите в СУАО. Дългите далекомери на кулите са заливани от водата и са безполезни. Насочването се осъществява само по данните на 4,6-м далекомер на носовия КДП. РЛС „Тип 284“ също не може да се използва – нейният екран е пълен интерферентни смущения.
Към проблемите със СУАО се добавят още и дефекти в установките на 356-мм оръдия. Само двуоръдейната кула „В“ работи както трябва, а в четириоръдейните установки се забелязват постоянни повреди, и оръдията в тях постоянно пропускат залпове. Екипажа и представителите на „Викерс-Армстронг“ трябва да отстраняват повредите в хода на боя.
Втория залп също ляга с прелитане. „Принс оф Уелс“ започва пристрелка „стълбица“ – 3-тия и 4-тия залпове са с намаляване на дистанцията с 400 ярда (360 м) и 350 ярда (300 м) по направление. Носовата кула „А“ страда от постоянното заливане. Вълните преминават по горната палуба, разбивайки се в барбета, и вода преминава в подкуполното отделение през цепнатините. Поради замърсените шпигати водата не може да се оттече, и прислугата работи до колене във вода, доката кулата не се заклинва. Поради бързата гибел на „Худ“ и проблемите с ГК „Принс оф Уелс“ прекратява решителното сближение и, поставяйки димна завеса, се отклонява от противника. По време на поворота един от снарядите в снарядния пръстен на кърмовата кула „Y“ изкача от жлеба си и заклинва пръстена, прекъсвайки подаването на боезапаси. Повредата е отстранена едва след 2 часа. Капитана на „Принс оф Уелс“ не може да направи нищо повече от това да излезе от боя.
Боя продължава 12 минути. Дистанцията при прекратяването на боя е 71 – 72 каб. Всичко „Принс оф Уелс“ дава 18 залпа, в които трябва да участвват 74 оръдия. Но поради проблемите са направени само 55 изстрела (74%). Накритие има само в 6, 9 и 13 залп. Всичко в „Бисмарк“ има три попадения. Едното отнася лодка в морето. Двете други са по-съществени. Един от снарядите пада близо до борда в района на носовата надстройка и, преминавайки под пояса, пробива ПТЗ. Наводнени са помещения по левия борд с генераторния отсек №1 и разпределително табло №4. Третия снаряд попада в носовата част приблизително посредата между форщевена и носовата кула на главния калибър. Снаряда не засяда, а преминава напълно, пробивайки два водонепроницаеми отсека. В крайна сметка „Бисмарк“ приема 2000 т вода, и неговата скорост пада с 2 възела. Поради повредите в системата за подаване германския линкор се лишава от достъп към 1000 т нефт. За това германският адмирал Гюнтер Лютиенс прекратява операцията, насочвайки „Бисмарк“ към Брест.
Последния бой на „Бисмарк“
До Брест германският линкор така и не стига. Адмирал Джон Тови срочно събира съединение, където влизат линкора „Кинг Джордж“ и отзованият от охраната на конвой линкор „Родни“, които започват да до преследват. „Бисмарк“ се намира далеч напред, и британските линкори не успяват да го догонят. Помагат действията на самолетоносачите. Торпедо от „Суордфиш“, базиращ се на самолетоносача „Арк Роял“, уцелва „Бисмарк“ в кърмата, заклинвайки руля в положение 20° на левия борд. Германския линкор се обръща срещу вълните и, управлявайки се с винтовете, поема на север, насреща на британските кораби.
Британските линкори застигат „Бисмарк“ сутринта на 27 май. Англичаните подхождат от запад. От североизсток духа шестбален вятър. На английските кораби пречи собственият им дим, но за сметка на това и „Бисмарк“ не може да се възползва от димзавесата. Тови пази „Кинг Джордж“, и първи плава по-добре защитеният и въоръжен „Родни“. По данни от далекомерите „Кинг Джордж“ определя далечината до германския линкор на 24 000 ярда. Но тук своята положителна роля изграва радара „Тип 284“. Според неговите данни далечината е 25 000 ярда, и данните за изчисляване на стрелбата са коригирани.
„Кинг Джордж“ открива огън минута след „Родни“, в 8:48, от дистанция 24 600 ярда (22,5 км). С първия залп оператора на радара се обърква, приемайки за свои плясъците от снарядите на „Родни“, поради което „Кинг Джордж“ първоначално дава прелитания. Но след това се поправя, и „Кинг Джордж“ започва да дава накритие. „Бисмарк“ периодически се скрива в барутния дим, но благодарение на наличието у „Кинг Джордж“ на артилерийския радар това не е проблем. РЛС „Тип 284“ прекрасно се представя, държейки целта добре, – от 34 залпа 14 лягат с накритие, и само два под негов контрол са с отклонение по пеленг. Радара излиза от строй в 09:13 – поради сътресенията от собствената стрелба се разрушават спойките. Към това време дистанцията се съкращава до 12 400 ярда (11,3 км). Макар „Родни“ да се намира по-близо до целта, без радар на него му е по-сложно, и той за същото време успява да даде 8 или 9 накрития. Към това време „Бисмарк“ се лишава от двете си носови кули на ГК и носовия КДП. Да се определи, чии са тези попадания е сложно.
Към това време противниците се разминават на контракурс, и в 9:15 Тови дава сигнал да се обърнат на 180°. В 9:10 „Бисмарк“ открива огън от кърмовите си кули по „Кинг Джордж“ под управлението на кърмовия КДП. Но след три минути, за които той успява да даде само четири залпа, излиза от строй и кърмовия КДП. Неговите кули минават на локално управление. Но поради повреди и попадения в 9:21 прекратява огън кула „D“, а в 9:31 замълчава и кула „С“. Отчитайки липсата на радара и проблемите с оръдията при „Кинг Джордж“, най-вероятно, тези успехи принадлежат на „Родни“. В крайна сметка за първите 45 минути на боя „Бисмарк“ се лишава от всички КДП и оръдия на главния си калибър.
От 9:29 до 9:53 „Кинг Джордж“ използва РЛС „Тип 279“ за определяне на далечината, и то достатъчно успешно. В първите 9 минути на нейното използване „Кинг Джордж“ има 4 накрития, а след това без ползването и в течение на 24 минути само три. Първите 31 минути от боя оръдията работят без особени забележки. Но в 9:22 заяжда механизма за подаване на снарядите, аналогично на станалото на „Принс оф Уелс“. Кула „А“ излиза от строй за 30 минути. В кула „Y“ също всичките четири оръдия излизат от строй, но на по-малко време – 7 минути. За няколко минути излиза от строй и кула „В“. Освен излизането от строй на кулите като цяло, стават и проблеми с отделни оръдия. Но като цяло двуоръдейната кула, както и в случая с „Принс оф Уелс“, се показва много по-добре. В определени промеждутъци от боя действа само тя, и ефективността на огъня на „Кинг Джордж“ съставлява само 20%.
Към 9:52 „Кинг Джордж“ намалява скоростта до 12 – 14 възела, а далечината съставлява около 7500 ярда (6,9 км). Но поради дима условия стрелба са много лоши, и от 9:54 до 10:09 „Кинг“ има само три накрития. Към това време боя се превръща в разстрел на „Бисмарк“. В 10:05 Тови заповядва да се сближат, и към 10:18 „Кинг Джордж“ приближава „Бисмарк“ на 3000 ярда (2,7 км). Германския линкор се превръща в бушуващ пожар, но лошо поема вода и отказва да потъне. На британските линкори привършва горивото. За това в 10:21 Тови заповядва да се прекрати огъня и да се вземе курс към дома, предоставяйки на крайцерите възможността да довършат „Бисмарк“. „Дорсетшир“ пуска към германския линкор три торпеда, и той потъва.
| Разход на 356-мм снаряди Mark VIIB от линкора „Кинг Джордж V“ в боя му с „Бисмарк“ на 27 май 1941 г. | Разход на 356-мм снаряди Mark VIIB от линкора „Кинг Джордж V“ в боя му с „Бисмарк“ на 27 май 1941 г. | Разход на 356-мм снаряди Mark VIIB от линкора „Кинг Джордж V“ в боя му с „Бисмарк“ на 27 май 1941 г. |
| Кула                                                                                                 | № оръдие в кулата                                                                                    | брой изстрела                                                                                        |
| --- | --- | --- |
| A | 1 | 22                                                                                                   |
| A | 2 | 27                                                                                                   |
| A | 3 | 30                                                                                                   |
| A | 4 | 32                                                                                                   |
| B | 1 | 36                                                                                                   |
| B | 2 | 40                                                                                                   |
| Y | 1 | 21                                                                                                   |
| Y | 2 | 45                                                                                                   |
| Y | 3 | 37                                                                                                   |
| Y | 4 | 49                                                                                                   |
| ВСИЧКО                                                                                               | | 339                                                                                                  |

Потопяването на „Шарнхорст“

За трети път 356-мм оръдия се използват по време на боя ма „Дук оф Йорк“ с „Шарнхорст“ на 26 декември 1943 г. в условията на полярната нощ. Немско съединение се опитва да атакува пряк и обратен арктически конвои. Поради лошото време германските разрушители са отпратени, и „Шарнхорст“ остава сам. Британските крайцери, влизащи в непосредствената охрана на конвоя, не позволяват на германския линкор да излезе срещу конвоираните съдове. И навеждат по него съединението на адмирал Брус Фрезер, намиращо се в далена охрана на двата конвоя. В неговия състав влиза линкора „Дук оф Йорк“. При това крайцерите повредждат носовия радар на „Шарнхорст“, и, в условията на лоша видимост, нез нищо да подозира, немският линкор влиза в капан.
В 16:17 „Дук оф Йорк“ засича „Шарнхорст“ с помощта на радара „Тип 273“ на далечина от 45 000 ярда (41 км). Към това време „Дук фо Йорк“ е снабден с по-съвършената версия на артилерийския радар „Тип 284М“ и с негова помощ започва да съпровожда целта, стартирайки от 16:32, когато дистанцията съставлява 29 700 ярда (27 км), в пределите на далечината на огъня на ГК. Но Фрезер, знаейки преимущество на „Шарнхорст“ по скорост, решава да стреля насигурно и заповядва да не се открива огън. Огънят е открит едва в 16:51 на дистанция 11 950 ярда (10 900 м), като с първите залпове е извадена от строя носовата кула „А“ на германския линкор. Нейният погреб се налага да бъде наводнен, както и погреба на кула „В“ поради засечен дим. Погреба на кула „В“ скоро е осушен, и тя може да започне да води огън. Но с още едно попадение е извадена от строй системата за вентилация, и при всеки изстрел кулата се обвива в дим. Фактически в първите минути на боя германският линкор се лишава от 2/3 от своята артилерия.
„Шарнхорст“ е въоръжен 280-мм оръдия, и боя с пълноценен линкор за него е неизгоден. Той се опитва да избяга на по-бавния си противник. Битката прераства в преследване. Независимо от постоянните попадения, „Дук оф Йорк“ на такава дистанция, очевидно, не успява да порази германския линкор в машинно-котелната установка, и „Шарнхорст“ постепенно се откъсва, отстрелвайки се с кърмовата кула 280-мм оръдия. Още в 17:13 Фрезер издава заповед да се открие по „Шарнхорст“ стрелба с торпеда. Но той закъснява със своето решение. В началото на боя крайцерите и разрушителите имат прекрасна възможност за откриване на огън, но вече не могат да излязат на атака, изоставайки в щормовото море от противника. Сигнала за това, че те могат да изстрелят своите торпеда, към четворката разрушители от „Force 2“, е предаден едва в 18:52.
С оглед бурното море, зигзагообразния курс разликата в скоростта съставлява не 4-те таблични, а около 2 – 3 възела, и за първите 1,5 часа „Шарнхорст“ успява да увеличи откъсването си на 40 кабелта. Радара „Тип 284“ на определено време излиза от строй, и англичаните трябва да осъществяват коректирането на огъня си по данни на разрушителите. Към 18:20 дистанцията съставя 20 000 ярда (18,3 км), и „Шарнхорст“ прекратява огъня. „Дук оф Йорк“ към това време дава 52 залпа, от които 31 лягат с накритие, а 16 падат на не-повече от 200 ярда (183 м) от противника. Но „Шарнхорст“ се отдалечава. Скоро след 18:20 късмета се усмихва на англичаните. Един от 356-мм снаряди уцелва ахилесовата пета на „Шарнхорст“ – вертикалният гласис над котелното отделение. Пробивайки го, той се взривява непосредствено в котелното отделение. Хода на „Шарнхорст“ пада от 29 до 22 възела. Според друга версия, това е все пак попадение на торпедо на един от разрушителите. Но във всеки случай германския линкор намалява ход, и британците започват да го настигат. По забавилия ход линкор британските крайцери и разрушители изстрелват общо 28 торпеда, от които в целта попадат като минимум три. Хода на „Шарнхорст“ се снижава до 10 възела. В последните 25 минути „Дук оф Йорк“ изстрелва 25 пълни залпа за 27 минути, от които целта накриват минимум 21 (84%). Едно от попаденията кара да замълчи кула „В“. В 19:15 на „Шарнхорст“ замлъква кула „С“. Участта на германския линкор е решена. Фрезер заповядва да бъде довършен с торпеда, и в 19:29 „Дук оф Йорк“ прекратява огъня, постигайки за времето на боя не по-малко от 13 потвърдени попадения. Боят се води в условията на полярната нощ и британците не могат да видят кога „Шарнхорст“ тръгва към дъното. Едва в 20:32 „Белфаст“ буквално засява полето на боя с множество осветителни снаряди и предава на Фрезер сигнал за това, че вижда на повърхността на водата само обломки.
Всичко „Дук оф Йорк“ изстрелва 450 356-мм снаряда в 77 залпа. Ефективността на действията на артилерията му не надвишава 68% – ако не бяха проблемите, той би могъл да изстреля 200 снаряда повече. Само лявото оръдие в двуоръдейната кула „В“ няма засичания при стрелбата. При останалите се отбелязват различни засечки. Така например в кула „А“ оръдие № 3 пропуска залпове от 71 до 77. В кула „Y“ три оръдия замлъкват за 15 минути, пропускайки 17 залпа. Независимо от предприетите мерки за херметизация на оръдейните портове и барбета, все пак има навлизане на вода в подкуполното отделение на кула „А“.
Края на войната
Тези три боя стават единствените, когато 356-мм оръдия стрелят по цели, за борбата с които са създавани. Получава се, че за 6 години война по вражески линкори те стрелят 4 часа и 6 минути: 32 минути „Принс оф Уелс“, 1 час и 36 минути „Кинг Джордж“ и 2 часа „Дук оф Йорк“. Към края на войната британските линкори просто нямат противници, и те започват да се привличат за стрелба по брега.
Независимо от по-активната си служба, отколкото на техните германски и японски противници, нито един от линкорите тип „Кинг Джордж“ не изчерпва ресурса на стволовете на своите оръдия. Все пак тяхната основна задача е противодействие срещу линкорите на противника, проследяването и откриването на които не е никак просто. За това и британските линкори през по-голямата част от времето са си в базите, в състояние на готовност за отплаване.

## Оценка
| Характеристики на главния калибър на линкори от началния период на Втората световна война (1941 г.) | Характеристики на главния калибър на линкори от началния период на Втората световна война (1941 г.) | Характеристики на главния калибър на линкори от началния период на Втората световна война (1941 г.) | Характеристики на главния калибър на линкори от началния период на Втората световна война (1941 г.) | Характеристики на главния калибър на линкори от началния период на Втората световна война (1941 г.) | Характеристики на главния калибър на линкори от началния период на Втората световна война (1941 г.) | Характеристики на главния калибър на линкори от началния период на Втората световна война (1941 г.) | Характеристики на главния калибър на линкори от началния период на Втората световна война (1941 г.) | Характеристики на главния калибър на линкори от началния период на Втората световна война (1941 г.) |
| Оръдие                                                                                              | 15″/42 Mark I                                                                                       | 16″/45 Mark I                                                                                       | 14″/45 Mark VII                                                                                     | 38 cm/52 SK C/34                                                                                    | 380 мм/45 Model 1935                                                                                | 381 мм/50 Model 1934                                                                                | 16″/45 Mark 6                                                                                       | 40 см/45 Type 03                                                                                    |
| --------------------------------------------------------------------------------------------------- | --------------------------------------------------------------------------------------------------- | --------------------------------------------------------------------------------------------------- | --------------------------------------------------------------------------------------------------- | --------------------------------------------------------------------------------------------------- | --------------------------------------------------------------------------------------------------- | --------------------------------------------------------------------------------------------------- | --------------------------------------------------------------------------------------------------- | --------------------------------------------------------------------------------------------------- |
| Страна                                                                                              | Великобритания                                                                                      | Великобритания                                                                                      | Великобритания                                                                                      | Германия                                                                                            | Франция                                                                                             | Италия                                                                                              | САЩ                                                                                                 | Япония                                                                                              |
| Калибър, мм                                                                                         | 381                                                                                                 | 406                                                                                                 | 356                                                                                                 | 380                                                                                                 | 380                                                                                                 | 381                                                                                                 | 406                                                                                                 | 410                                                                                                 |
| Дължина на ствола, калибри                                                                          | 42                                                                                                  | 45                                                                                                  | 45                                                                                                  | 52                                                                                                  | 45                                                                                                  | 50                                                                                                  | 45                                                                                                  | 45                                                                                                  |
| Година на разработване                                                                              | 1912                                                                                                | 1922                                                                                                | 1937                                                                                                | 1934                                                                                                | 1935                                                                                                | 1934                                                                                                | 1936                                                                                                | 1914                                                                                                |
| Година на приемане на въоръжение                                                                    | 1915                                                                                                | 1927                                                                                                | 1940                                                                                                | 1939                                                                                                | 1941                                                                                                | 1940                                                                                                | 1941                                                                                                | 1921                                                                                                |
| Кораб                                                                                               | „Худ“                                                                                               | „Нелсън“                                                                                            | „Кинг Джордж V“                                                                                     | „Бисмарк“                                                                                           | „Ришельо“                                                                                           | „Литорио“                                                                                           | „Вашингтон“                                                                                         | „Нагато“                                                                                            |
| Маса на ствола, т                                                                                   | 101,6                                                                                               | 109,7                                                                                               | 80,25                                                                                               | 111                                                                                                 | 94,13                                                                                               | 111,66                                                                                              | 97,23                                                                                               | 101,6                                                                                               |
| Тип скрепване на ствола                                                                             | тел                                                                                                 | тел                                                                                                 | цилиндри                                                                                            | цилиндри                                                                                            | цилиндри                                                                                            | цилиндри                                                                                            | цилиндри                                                                                            | тел                                                                                                 |
| Живучест на ствола, изстрела                                                                        | 335                                                                                                 | 200 – 250                                                                                           | 340                                                                                                 | 180 – 210                                                                                           | 200                                                                                                 | 110 – 130                                                                                           | 395                                                                                                 | 250 – 300                                                                                           |
| Маса на бронебойния снаряд, кг                                                                      | 879                                                                                                 | 929                                                                                                 | 721                                                                                                 | 800                                                                                                 | 890                                                                                                 | 885                                                                                                 | 1225                                                                                                | 1020                                                                                                |
| Начална скорост на снаряда, м/с                                                                     | 732 – 785                                                                                           | 788 – 797                                                                                           | 757                                                                                                 | 820                                                                                                 | 830                                                                                                 | 850                                                                                                 | 701                                                                                                 | 806                                                                                                 |
| Максимална далечина, км                                                                             | 33,38                                                                                               | 37,4 – 38,1                                                                                         | 35,26                                                                                               | 36,52                                                                                               | 41,7                                                                                                | 44,64                                                                                               | 33,74                                                                                               | 38,72                                                                                               |
| Бронепробиваемост (мм) на далечина (км)                                                             | | | | | | | | |
| борд (0 км)                                                                                         | 687                                                                                                 | | 668                                                                                                 | | 748                                                                                                 | 814                                                                                                 | | |
| борд (9,144 км)                                                                                     | 422                                                                                                 | | 396                                                                                                 | 510 (на 10 км)                                                                                      | 630 (на 10 км)                                                                                      | | 597                                                                                                 | |
| борд (13,716 км)                                                                                    | 353                                                                                                 | 366                                                                                                 | 335                                                                                                 | | | | 520                                                                                                 | |
| палуба (22,86 км)                                                                                   | 121                                                                                                 | 99                                                                                                  | 102                                                                                                 | 104 (на 22 км)                                                                                      | 105 (22)                                                                                            | 73 (на 18 км)                                                                                       | 146                                                                                                 | |
| палуба (27,43 км)                                                                                   | 145                                                                                                 | 130                                                                                                 | 121                                                                                                 | 126 (на 27 км)                                                                                      | 138 (27)                                                                                            | 130 (на 28 км)                                                                                      | 194                                                                                                 | |

Само по себе си 356-мм оръдие се получава достатъчно нелошо. Независимо от прехода към несвойствената за британците схема за скрепяване на ствола с пръстени, конструкторите добре се справят със своята задача. Оръдието е достатъчно леко – с 6 т по-леко, отколкото 356-мм оръдие Мк I от времето на Първата световна война. Наистина, този показател е обезсмислен от изискването да се получи минимален размах на люлеенето на казенната част. Това е постигнато за сметка на преместването на осите на цапфите от центъра на тежестта на ствола нататък към казенната част, намалявайки така разстоянието от осите на цапфите до казенния срез на оръдието. Това позволява да се осигури минимална височина в подкуполното отделение, запазена за хода на казенника при отката. Но за балансиране на оръдието се налага на казенната част да се разположи допълнително товар-противотежест с маса 11,5 т.
Най-удачната част от артилерийската установка са снарядите. След мъките с олекотените 406-мм снаряди на „Нелсъните“, британците се връщат към концепцията „тежък снаряд / умерена начална скорост“. Благодарение на това значително нараства живучестта на ствола. След Ютландското сражение качеството на бронебойните снаряди е подобрено значително. Снаряда получава здрав корпус, по-нечувствителен взривен заряд и модифицирана конструкция на взривателя. Благодарение на това снарядите не се взривяват при преминаването им през бронята както е при Ютланд, а пробиват бронята даже при значително отклонение от нормалата в цял вид, детонирайки вътре. Като цяло, независимо от най-малкия калибър сред линкорите на останалите страни и очаквано по-ниската бронепробиваемост, британците не се оплакват от своите снаряди. Оригинално е и бронирането на кулите. Челната плоча е вертикална, вместо наклонената на линкорите на другите страни. Британските конструктори смятат, че на големите дистанции на бой наклона на тази плоча само вредит, защото снаряда започва да я уцелва под ъгли, близки към нормалните. И вертикалната плоча осигурява по-оптимални ъгли на среща със снаряда.
За сметка на това конструкцията на самите кули е откровено неудачна. Според опита им при Ютланд англичаните решават да снижат пожароопасността на своите кули. Германия и Франция поемат пътя на използването в качество на метателен заряд на по-безопасни барути, на базата на нелетлив разтворител. Англичаните си остават верни на своя кордит, само малко намалявайки неговата взривоопасност за сметка на добавки. И тръгват по пътя на поставянето на механични устройства в системите за подаване, препятстващи проникването на огън в погребите. В резултат на това, независимо от зареждането при постоянен ъгъл на възвишение, системата се оказва, като цяло, много по-сложна, отколкото при 381-мм установки. Установките се оказвать ненадеждни, и тяхната експлоатация често води до откази. Още на първите практически стрелби на главния „Кинг Джордж V“ става ясно, че сътресенията от собствените залпове водят до разбиване на контакторите в електричаската верига или до заклинване на подвижните части в механизмите за блокиране. В първите два боя при лова на „Бисмарк“ ефективността на огъня на ГК на „Принс оф Уелс“ пада с 25,65%, а при „Кинг Джордж“ с 80%, тъй като известно време може да стреля само двуоръдейната кула. Редица специалисти отнасят тези неудачи към „детските болести“ на новата конструкция. Но даже на третата година от службата му „Дук оф Йорк“, през 1943 г., в боя с „Шарнхорст“, поради откази прави само 68% от изстрелите спрямо максималните.

Английските специалисти са склонни да обясняват всички проблеми в артилерийските установки за „детски болести“. Но „шарката“ продължава цели 3 години, и, както обосновано пише експерта и военн писател кептън Гренфел по повод боя с „Бисмарк“: 
| „                                  | „...оправданията с „проблемите на новото“ са много опасни, тъй като те маскират този несъмнен факт, че новият кораб, ако той въобще е готов да се сражава, трябва да има възможността веднага да влезе в бой и да действа с цялото си оръжие...“. | “ |
| Кофман, Флагманы британского флота | |   |

Но съвкупно 356-мм установки на „Кинг Джорджовете“ се показват като адекватни на поставяните пред британските линкори задачи. Бронебойните снаряди имат много високо качество. С оглед добрата СУАО се осигурява добра точност на водения огън. При това и не най-високата бронепробиваемост не се оказва недостатък. Да пробият дебелия пояс на „Бисмарк“ не могат и 406-мм снаряди на „Родни“. И изхода на този бой, както и на боя с „Шарнхорст“, е решена от способността на германските линкори да водят огън. Системите за управление на огъня просто физически не могат да имат адекватна защита. За пробиването на барбетите, покривите и стените на кулите с изваждането от строй на артилерията на противника са достатъчни и 356-мм снаряди. В крайна сметка британските линкори правят добре защитените линкори небоеспособни в течение на първия час на боя. А след това те са довършвани от торпедата на корабите от ескорта.
| Характеристики на кулите на главния калибър на линкорите от началния период на Втората световна война (1941 г.) | Характеристики на кулите на главния калибър на линкорите от началния период на Втората световна война (1941 г.) | Характеристики на кулите на главния калибър на линкорите от началния период на Втората световна война (1941 г.) | Характеристики на кулите на главния калибър на линкорите от началния период на Втората световна война (1941 г.) | Характеристики на кулите на главния калибър на линкорите от началния период на Втората световна война (1941 г.) | Характеристики на кулите на главния калибър на линкорите от началния период на Втората световна война (1941 г.) | Характеристики на кулите на главния калибър на линкорите от началния период на Втората световна война (1941 г.) | Характеристики на кулите на главния калибър на линкорите от началния период на Втората световна война (1941 г.) | Характеристики на кулите на главния калибър на линкорите от началния период на Втората световна война (1941 г.) |
| Оръдие | 15″/42 Mark I                                                                                                   | 16″/45 Mark I                                                                                                   | 14″/45 Mark VII                                                                                                 | 38 cm/52 SK C/34                                                                                                | 380 мм/45 Model 1935                                                                                            | 381 мм/50 Model 1934                                                                                            | 16″/45 Mark 6                                                                                                   | 40 см/45 Type 03                                                                                                |
| --- | --- | --- | --- | --- | --- | --- | --- | --- |
| Страна | Великобритания                                                                                                  | Великобритания                                                                                                  | Великобритания                                                                                                  | Германия | Франция | Италия | САЩ | Япония |
| Кораб | „Худ“ | „Нелсън“ | „Кинг Джордж V“                                                                                                 | „Бисмарк“ | „Ришельо“ | „Литорио“ | „Вашингтон“ | „Нагато“ |
| Брой стволове                                                                                                   | 2 | 3 | 4 | 2 | 4 | 3 | 3 | 2 |
| Скорострелност на ствол, изстрела/минута                                                                        | 2 | 1,5 | 2 | 2,3 – 3 | 1,2 – 2,2 | 1,3 | 2 | 1,5 – 2,5 |
| Ъгъл на възвишение на стволовете, °                                                                             | −3/+30 | −3/+40 | −3/+40 | −5/+30 | −5/+35 | −5/+35 | /+45 | /+43 |
| Маса на въртящата се част, т                                                                                    | 894 | 1504 | 1557 | 1052 | 2476 | 1595 | 1460 | 1020 |
| Скорост на въртене, хоризонтална, °/с                                                                           | 2 | 4 | 2 | 5 | 5 | 6 | 4 | 3 |
| Скорост на подем на стволовете, °/с                                                                             | 5 | 10 | 8 | 6 | 5,5 | 6 | 12 | 5 |
| Вътрешен диаметър на барбета, м                                                                                 | 9,3 | 11,43 | 12,19 | 10 | 13,3 | 13,19 | 11,35 | |
| Брониране на кулите, мм                                                                                         | | | | | | | | |
| Чело | 381 | 406 | 324 | 360 | 430 | 350 | 406 | 356 |
| Борд | 305 | 228 | 224 | 220 | 300 | 200 | 249 | 200 |
| Покрив | 127 | 184 | 149 | 130 | 195 | 200 | 178 | 270 |
| Барбет | 305 | 381 | 305 – 343 | 340 | 405 | 350 | 373 – 406 | 305 |
| Брониране на кораба, мм                                                                                         | | | | | | | | |
| Палуба | 51+76 | 171 | 136 | 80+95 | 170+40 | 45+150 | 37+140 | 145 |
| Борд | 305 | 356 | 381 | 320 | 330 | 70+280 | 305 | 305 |

## Коментари
1. ↑  Според официалните данни.
2. ↑  При Дулин и Гарцке е 732 м/с. Но става дума за превръщане на стойността в метричната система на скорост от 2400 фута/с, и това съответства на 731,5 м/с.
3. ↑  Разчетна стойност.
4. ↑  Четири РЛС „Тип 285“ има на КДП за 133-мм оръдия.
5. ↑  Повидимо, Кемпбъл тук греши. Ако се съди по фототографиите на „Кинг Джордж“, през 1945 г. на кърмовия КДП все пак се намира РЛС „Тип 285“.
6. ↑  Следва да се отбележи, че това е свързано не с точността, а с надеждността на работата на РЛС. Докато те работят, огъня и на „Кинг Джордж“, и на „Дук оф Йорк“ се води по техните данни. Но в резултат на сътресения те излизат от строя, и артилеристите са принудени да преминават към насочване според данните от далекомерите.